# Branst
Branst is een dorp in de Antwerpse gemeente Bornem. Het dorpje ligt aan de Schelde en is vooral bekend om zijn mooie wandelroutes langs deze rivier.
Branst was vroeger bekend voor zijn grote kermis die dagenlang duurde en zijn wielerkoersen. Vandaag zijn het vooral de Scheldedijk en de Koningsrek die bezoekers naar deze parochie trekken. Met Koningsrek wordt niet enkel het bekende café van Leonie van Zates bedoeld, maar ook het uitzonderlijk rechte stuk in de Scheldeloop waar gevist kan worden.
Branst is geen echte deelgemeente maar een dorp. Het is steeds afhankelijk geweest van Bornem.

## Zandstuivers
De Branstenaar gaat al jaar en dag door het leven als ‘de zandstuiver’. Branst ligt namelijk in een stuifzandgebied. Deze gronden staan op de bodemkaart van België gemarkeerd als ‘zeer droge gronden op zand’. De gronden houden geen vocht vast omwille van hun grote korrelgrootte. Bij droogte glijdt het letterlijk ‘als zand tussen de vingers’. Zandstuiver, verwijst ook naar de tijd dat de droge Branstse gronden bezaaid waren met aspergebermen.

## Vliegende Geit
Aan de Scheldedijk leeft ook een andere mythe. Net na de oorlog ontstond er commotie. Enkele Branstenaren dachten dat er een geit in de schorren zat. Er ontstond een ellenlange discussie, “Van wie was die geit nu eigenlijk?” Toen ze besloten om een kijkje te nemen, vloog de geit plots weg. Het bleek een roerdomp te zijn. Hun geroep lijkt vaak op dat van een geit. De mythe was geboren.

## Geschiedenis
Branst is een betrekkelijk jong dorp. In de 17e eeuw was het grondgebied nog onontgonnen en bestond uit bos en heide. De naam is mogelijk afkomstig van de plaats waar brandhout werd verzameld. Er ontwikkelde zich op deze plaats een armenwijk van Bornem. De stichting van een parochie in 1894, een school (1905-1906) en een klooster (1910) leidden tot de groei van het dorp.

## Bezienswaardigheden
- De Sint-Vincentius a Paulokerk
- In de wijk met vogelnamen, opgericht waar voorheen de boerderij Craeyhoeve gelegen was, is een Lourdesgrot te vinden. De "Grot van Branst" ligt in het bos tussen de Buizerdlaan, Zwaluwenlaan en de Riddermoerstraat. In 1947 werd ze opgericht door F. Eggers. In de onmiddellijke omgeving van het gietijzeren kruis werd een gedenkplaat voor de oorlogsslachtoffers geplaatst.

## Verenigingsleven
Branst heeft een voetbalvereniging die in het seizoen 2014-2015 in Derde Provinciale uitkomt: KVS Branst (sinds 2020 fusie met FC Mariekerke tot FCS Mariekerke-Branst) volleybalclub VC Branst en een plaatselijke chiro-vereniging.

## Natuur en landschap
Branst ligt aan de Schelde. De hoogte loopt op tot 5 meter. Ten oosten van Branst liggen enkele stukken bos. In het noordwesten van de kom vindt men de Scheldeschorren.

## Nabijgelegen kernen
Mariekerke, Weert, Bornem
Deelgemeenten: Bornem · Hingene · Mariekerke · Weert

Gehuchten: Branst · Buitenland · Eikevliet · Wintam

Belgische gemeenten · Arrondissement Mechelen · Antwerpen (provincie) · Vlaanderen